# دوبرينينسكايا
{{بطاقة محطة نقل
| native_name = دوبرينينسكايا
| code = 074
| map_caption = 
| map_overlay = Central Moscow metro lines.svg
| map_type = Central Moscow
| mpassengers = 
| pass_system = 
| pass_percent = 
| pass_year = 2002
| passengers = 12,702,000
| former = Serpukhovskaya
| zone = 
| ADA = 
| native_name_lang = ru
| rebuilt = 
| closed = 
| parking = No
| tracks = 2
| levels = 1
| depth = 35.5 متر (116 قدم)
| platform = 1
| structure = 
| other = 
| line = 
| coordinates = دوبرينينسكايا (بالروسية: Добры́нинская)‏ هي محطة على خط كولتسوايا لمترو موسكو. افتتح في 1 يناير 1950 كان جزءًا من الجزء الأول من المرحلة الرابعة من النظام. كان اسمه في الأصل سربوخوفسكي (بالروسية: Серпуховская)‏.
تحتوي المحطة على منصة تريفولت مبنية على طراز معماري لامع في أواخر الأربعينيات - أوائل الخمسينيات. أسس المهندس المعماري ليونيد بوبوف (والمؤلفان المشاركان إم زلينين وإيلين) تصميمهما على موضوعات مستوحاة من مدينة سربوخوف، مع التصميم العام الذي يشير إلى العمارة الروسية القديمة وعلى وجه الخصوص كنيسة الشفاعة على نيرل، والتي يتكرر في تصميم البوابات وتركيب الرخام البيج. تشمل الابتكارات الأخرى التي قام بها بوبوف جدران المحطة في قاعات المنصات حيث (فوق الرخام الأحمر الداكن) يتم تشغيل قواعد رخامية أسطوانية بيضاء مصممة لتنعكس مباشرة في أعين الركاب. للحفاظ على المظهر الساطع والخفيف للمحطة، تُركت أقبية المحطة ببساطة مغطاة بالجص ومطلية باللون الأبيض، مع إضاءة قادمة من ترتيب متعرج لأنابيب الفلورسنت الأفقية. الأرضية عبارة عن جرانيت رمادي غامق، نموذجي للكنائس الأرثوذكسية القديمة. على النقيض من الدلالات القديمة، هناك 12 نقشًا بارزًا على الأبراج من تأليف يلينا ياسون مانيزر تصور العمال التقليديين (الصيد وصيد الأسماك وقطف العنب وما إلى ذلك) من جنسيات مختلفة من الاتحاد السوفيتي. كانت يلينا ياسون مانيزر أيضًا نحاتًا للنحت الأصلي في نهاية المحطة التي تضمنت صورة كبيرة لجوزيف ستالين وشعار النبالة للاتحاد السوفيتي. تمت إزالة هذا في عام 1961 وفي عام 1967 تم استبداله بالفسيفساء الحالية للفنان نفسه، بعنوان صباح العصر الكوني.